# Cottonwood (Dakota del Sud)
Cottonwood és una població dels Estats Units a l'estat de Dakota del Sud. Segons el cens del 2000 tenia 6 habitants.

## Demografia
Segons el cens del 2000, Cottonwood tenia 6 habitants, 4 habitatges, i 2 famílies. La densitat de població era de 2,5 habitants per km².
Dels 4 habitatges en un 0% hi vivien nens de menys de 18 anys, en un 50% hi vivien parelles casades, en un 0% dones solteres, i en un 50% no eren unitats familiars. En el 50% dels habitatges hi vivien persones soles el 50% de les quals corresponia a persones de 65 anys o més que vivien soles. El nombre mitjà de persones vivint en cada habitatge era d'1,5 i el nombre mitjà de persones que vivien en cada família era de 2.
Per edats la població es repartia de la següent manera: un 0% tenia menys de 18 anys, un 0% entre 18 i 24, un 0% entre 25 i 44, un 33,3% de 45 a 60 i un 66,7% 65 anys o més.
L'edat mediana era de 66 anys. Per cada 100 dones de 18 o més anys hi havia 100 homes.
La renda mediana per habitatge era de 75.487 $ i la renda mediana per família de 0 $. Els homes tenien una renda mediana de 0 $ mentre que les dones 0 $. La renda per capita de la població era de 79.000 $. Cap de les famílies estaven per davall del llindar de pobresa.

## Poblacions més properes
El següent diagrama mostra les poblacions més properes.